# Церква святого Миколая (Личківці)
Церква святого Миколая в Личківцях — парафія і храм греко-католицької громади Гусятинського деканату Бучацької єпархії Української греко-католицької церкви в селі Личківці Чортківського району Тернопільської области.
Оголошена пам'яткою архітектури місцевого значення (охоронний номер 1878).

## Історія церкви
Кам'яна церква святого Миколая була збудована і освячена у 1882 році. Парафія була дочірньою до села Трибухівці.
У 2009 році на парафії відбулися Святі Місії, які проводили отці ЧСВВ під керівництвом о. Мартина Хабурського.
З 1947 по 1990 рік парафія належала до РПЦ, а з 1990 року знову повернулася до УГКЦ.
При парафії діють молитовні спільноти: «Дев'ятниця до Божого Милосердя» та «Матері в молитві».

## Парохи
- о. Яків Гудик (до 1892),
- о. Митковський (1892—1900),
- о. Ілля Лабій (1900—1917),
- о. Ольшаковський (1917—1918),
- о. Мандрусяк (1918—1919),
- о. Гребенюк (1919—1923),
- о. Сава Ломницький (1923—1933),
- о. Михаїл Бойко (1934—1936),
- о. Володимир Чорний (1937—1941),
- о. Василь Василина (1942—1944),
- о. Теодор Рак-Раченко (1944—1945),
- о. Кипріян Стецишин (1946),
- о. Дуплавий (1959—1962),
- о. Михайло Літаровський,
- о. Василь Боднарук,
- о. Василь Вайда (1987—2007),
- о. Богдан Байда (2007—2015),
- о. Андрій Прокопів (від 2015)